# 天柱增六
天龍座35，又名BD+76 667，HD 163989、SAO 8939、HR 6701，是天龍座的一颗恒星，视星等为5.04，位于銀經108.41，銀緯29.86，其B1900.0坐标为赤經17h 53m 55.4s，赤緯+76° 29.86′ 34″。